# Petrovsk-Zabajkalskij
Petrovsk-Zabajkalskij (rusky Петровск-Забайкальский, čínsky 彼得罗夫斯克/Pi-te-luo-fu-s'-kche) je město v Zabajkalském kraji v Ruské federaci. Při sčítání lidu v roce 2010 měl přes osmnáct tisíc obyvatel.

## Poloha a doprava
Petrovsk-Zabajkalskij leží na říčce Baljaze, pravém přítoku Chiloku v povodí Selengy. V rámci Zabajkalského kraje se nachází u konce jeho západního cípu nedaleko hranice s Burjatskem a od Čity, správního střediska Zabajkalského kraje, je vzdálen přibližně 410 kilometrů západně.
Přes město vede Transsibiřská magistrála, zdejší stanice se jmenuje Petrovskij Zavod a leží na 5784. kilometru od Moskvy. Souběžně s železnicí vede přes město také dálnice R258 Bajkal z Irkutska do Čity.

## Dějiny
Z podnětu vlády Kateřiny Veliké zde v roce 1789 vznikla železná huť pojmenovaná Petrovskij Zavod (po Petrovi Velikém) a k ní vzniklo i stejnojmenné sídlo.
V letech 1830 až 1839 zde bylo ve vyhnanství jednasedmdesát děkabristů i s rodinami, mimo jiných i vůdce povstání Sergej Petrovič Trubeckoj. Žila zde i Marija Nikolajevna Volkonská.
V roce 1926 se Petrovskij Zavod stává městem pod nových jménem Petrovsk-Zabajkalskij.

### Rodáci
- Nikolaj Alexejevič Ponomarjov (*1928), inženýr, metalurg